# Sport in 2020
Dit artikel is een samenvatting van de belangrijkste feiten uit het sportjaar 2020.
Het sportjaar werd ernstig overhoop gehaald door de coronacrisis. Veel wedstrijden werden uitgesteld of niet gehouden.

## Olympische Zomerspelen 2020
De Olympische Zomerspelen van de XXXIe Olympiade zouden worden gehouden in Tokio, maar werden uitgesteld.

## Atletiek
Nederland
Nederlandse kampioenschappen atletiek
Nederlandse kampioenschappen indooratletiek
België
Belgische kampioenschappen atletiek
Belgische kampioenschappen indooratletiek
Wereldkampioenschappen indooratletiek
Europese kampioenschappen atletiek

## Autosport
Formule 1
- Grand Prix van Oostenrijk:  Valtteri Bottas
- GP van Stiermarken:  Lewis Hamilton
- GP van Hongarije:  Lewis Hamilton
- GP van Groot-Brittannië:  Lewis Hamilton
- GP van het 70-jarige Jubileum :  Max Verstappen
- GP van Spanje:  Lewis Hamilton
- GP van België:  Lewis Hamilton
- GP van Italië:  Pierre Gasly
- GP van Toscane:  Lewis Hamilton
- GP van Rusland:  Valtteri Bottas
- GP van de Eifel:  Lewis Hamilton
- GP van Portugal:  Lewis Hamilton
- GP van Emilia-Romagna:  Lewis Hamilton
- GP van Abu Dhabi:  Lewis Hamilton
- GP van Bahrein:  Lewis Hamilton
- GP van Sakhir:  Sergio Pérez
- GP van Abu Dhabi:  Max Verstappen
- Wereldkampioen Coureurs:  Lewis Hamilton
- Wereldkampioen Constructeurs:  Mercedes GP

Overige
- Formule E:  António Félix da Costa
- Formule 2:  Mick Schumacher
- IndyCar Series:  Scott Dixon
- Wereldkampioenschap Rally:  Sébastien Ogier
- Indianapolis 500 in 2020:  Takuma Sato

## Basketbal
Verenigde Staten
National Basketball Association (NBA)Los Angeles Lakers
Nederland
- Dutch Basketball League Mannen: geen kampioen door Covid-19
- NBB-Beker Mannen: geen kampioen door Covid-19
- Nederlands kampioen Vrouwen: geen kampioen door Covid-19
- Bekerwinnaar Vrouwen: geen kampioen door Covid-19

België
- Belgisch kampioen Mannen: BC Oostende
- Bekerwinnaar Mannen: Antwerp Giants
- Belgisch kampioen Vrouwen: Castors Braine
- Bekerwinnaar Vrouwen: Castors Braine

Europese competities
- Euroleague Mannen: geen kampioen door Covid-19
- Euroleague Vrouwen: geen kampioen door Covid-19
- EuroCup Mannen: geen kampioen door Covid-19
- EuroCup Vrouwen: geen kampioen door Covid-19

## Handbal
Europees kampioenschap mannen
Europees kampioenschap vrouwen

## Hockey
- World Hockey Player of the Year

Mannen:
Vrouwen:

## Honkbal
Major League Baseball
- American League
National League
World Series

## Judo
Nederlandse kampioenschappen
Mannen
– 60 kg —
– 66 kg —
– 73 kg —
– 81 kg —
– 90 kg —
–100kg —
+100kg —
Vrouwen
–48 kg —
–52 kg —
–57 kg —
–63 kg —
–70 kg —
–78 kg —
+78 kg —

## Korfbal
- Belgisch zaalkampioen:
- Nederlands zaalkampioen:
- Nederlands veldkampioen:

Europa
- Europa Cup:

## Motorsport
Wereldkampioenschap wegrace
MotoGP
Coureurs en teams:
Constructeurs:
Moto2
Coureurs en teams:
Constructeurs:
Moto3
Coureurs en teams:
Constructeurs:
Superbike
Coureur:
Constructeur:
Supersport
Coureur:
Constructeur:
Zijspannen
Coureurs:
Constructeur:

### Motorcross
Wereldkampioenschap Motorcross
MXGP
- Coureur:  Tim Gajser
- Constructeur:  Honda

MX2
- Coureur:  Tom Vialle
- Constructeur:  KTM

Motorcross der Naties
- Afgelast

Zijspannen
Coureurs:
Constructeur:

## Rugby
- Zeslandentoernooi:

## Schaatsen

### Langebaanschaatsen
NK allround
- Mannen:
- Vrouwen:

BK allround
- Mannen kleine vierkamp:
- Vrouwen minivierkamp:

EK allround
- Mannen:
- Vrouwen :

WK allround
- Mannen:
- Vrouwen:

NK sprint
- Mannen:
- Vrouwen:

WK sprint
- Mannen:
- Vrouwen:

NK afstanden
- Mannen 500 m:
- Vrouwen 500 m:
- Mannen 1000 m:
- Vrouwen 1000 m:
- Mannen 1500 m:
- Vrouwen 1500 m:
- Mannen 5000 m:
- Vrouwen 3000 m:
- Mannen 10.000 m:
- Vrouwen 5000 m:

WK afstanden
- Mannen 500m:
- Vrouwen 500m:
- Mannen 1000m:
- Vrouwen 1000m:
- Mannen 1500m:
- Vrouwen 1500m:
- Mannen 5000m:
- Vrouwen 3000m:
- Mannen 10.000m:
- Vrouwen 5000m:
- Mannen Ploegenachtervolging:
- Vrouwen Ploegenachtervolging:

Wereldbeker
- 500 m:
- 1000 m:
- 1500 m:
- 5 - 10 km:
- 3 - 5 km:
- Massastart:
- Achtervolging:
- Teamsprint:
- Grand World Cup:

### Marathonschaatsen
KPN Marathon Cup
- Mannen:
- Vrouwen:

NK Marathonschaatsen op natuurijs
NK Marathonschaatsen op kunstijs
- Mannen:
- Vrouwen:

### Shorttrack
NK Shorttrack
- Mannen:
- Vrouwen:

EK shorttrack
- Mannen:
- Aflossing:
- Dames:
- Aflossing:

WK Shorttrack
- Mannen:
- Aflossing:
- Vrouwen:
- Aflossing:
- Mannen 500 m:
- Mannen 1000 m:
- Mannen 1500 m:
- Mannen estafette:
- Vrouwen 500 m:
- Vrouwen 1000 m:
- Vrouwen 1500 m:
- Vrouwen estafette:

### Alternatieve Elfstedentocht
Alternatieve Elfstedentocht Weissensee
- Mannen:
- Vrouwen:

Finland Ice Marathon
- Mannen:
- Vrouwen:

### Kunstschaatsen
NK kunstschaatsen
- Mannen:
- Vrouwen:

EK kunstschaatsen
- Mannen:
- Vrouwen:
- Paren:
- IJsdansen:
- Mannen:
- Vrouwen:
- Paren:
- IJsdansen:

## Snooker
- Wereldkampioenschap:  Ronnie O'Sullivan wint van  Kyren Wilson met 18-8

World Ranking-toernooien
- Roewe Shanghai Masters
- Bahrain Championship
- Welsh Open:
- China Open:
- World Open:

Overige toernooien
- Masters:
- UK Championship:

## Tennis
ATP-seizoen 2020
WTA-seizoen 2020
Grandslamtoernooien
- Australian Open
  - Mannen:  Novak Djokovic won van  Dominic Thiem
  - Vrouwen:  Sofia Kenin won van  Garbiñe Muguruza
  - Mannendubbel:  Rajeev Ram en  Joe Salisbury wonnen van  Max Purcell en  Luke Saville
  - Vrouwendubbel:  Tímea Babos en  Kristina Mladenovic wonnen van  Hsieh Su-wei en  Barbora Strýcová
  - Gemengddubbel:  Barbora Krejčíková en  Nikola Mektić wonnen van  Bethanie Mattek-Sands en  Jamie Murray
- Wimbledon
  - geen toernooi, wegens de coronapandemie
- US Open
  - Mannen:  Dominic Thiem won van  Alexander Zverev
  - Vrouwen:  Naomi Osaka won van  Viktoryja Azarenka
  - Mannendubbel:  Mate Pavić en  Bruno Soares wonnen van  Wesley Koolhof en  Nikola Mektić
  - Vrouwendubbel:  Laura Siegemund en  Vera Zvonarjova wonnen van  Nicole Melichar en  Xu Yifan
- Roland Garros
  - Mannen:  Rafael Nadal won van  Novak Djokovic
  - Vrouwen:  Iga Świątek won van  Sofia Kenin
  - Mannendubbel:  Kevin Krawietz en  Andreas Mies wonnen van  Mate Pavić en  Bruno Soares
  - Vrouwendubbel:  Tímea Babos en  Kristina Mladenovic wonnen van  Alexa Guarachi en  Desirae Krawczyk

Landenwedstrijden
- Davis Cup
- Fed Cup:

## Voetbal

### Internationale toernooien
Mannen
- UEFA Champions League:  FC Bayern München
- Topschutter:  Robert Lewandowski
- UEFA Europa League:  Sevilla FC
- Topschutter:  Bruno Fernandes
- Europese Supercup:  FC Bayern München
- EK in Europa:  Italië (gehouden in 2021)

Vrouwen
- UEFA Women's Champions League:  Olympique Lyonnais

### Nationale kampioenschappen
België
- Jupiler League: Club Brugge
- Topschutter:  Jonathan David
- Beker van België: Royal Antwerp FC

 Engeland
- Premiership: Liverpool FC
- League Cup: Manchester City FC
- FA Cup: Arsenal FC
- Topschutter:  Jamie Vardy

 Frankrijk
- Ligue 1: Paris Saint-Germain
- Coupe de France: Paris Saint-Germain
- Coupe de la Ligue: Paris Saint-Germain
- Topschutter:  Kylian Mbappé

 Duitsland
- Bundesliga: FC Bayern München
- DFB-Pokal: FC Bayern München
- Topschutter:  Robert Lewandowski

 Italië
- Serie A: Juventus FC
- Coppa Italia: SSC Napoli
- Topschutter:  Ciro Immobile

 Nederland
- Eredivisie: geen kampioen
- Eerste divisie: geen kampioen
- KNVB beker: geen kampioen
- Johan Cruijff Schaal: geen kampioen
- Topschutter:  Steven Berghuis (bij stilleggen competitie)

 Spanje
- Primera División: Real Madrid CF
- Copa del Rey: Real Sociedad
- Supercopa de España: Real Madrid CF
- Topschutter:  Lionel Messi

 Japan
- J-League: Kawasaki Frontale
- J-League Cup: FC Tokyo
- Topschutter:  Michael Olunga

 Rusland
- Premjer-Liga: FK Zenit Sint-Petersburg
- Beker van Rusland: FK Zenit Sint-Petersburg
- Topschutter:  Artjom Dzjoeba

### Prijzen
- Belgische Gouden Schoen:  Lior Refaelov
- Nederlandse Gouden Schoen: niet uitgereikt
- Europees voetballer van het jaar:  Robert Lewandowski
- FIFA Ballon d'Or: niet uitgereikt

## Volleybal
Nederland
Eredivisie Mannen:
Eredivisie Vrouwen:
België
Liga A Mannen:
Eredivisie Vrouwen:

## Wielersport

### Wegwielrennen
Ronde van Frankrijk
- Algemeen klassement :  Tadej Pogačar
- Bergklassement :  Tadej Pogačar
- Puntenklassement :  Sam Bennett
- Jongerenklassement :  Tadej Pogačar
- Ploegenklassement :  Movistar Team

Ronde van Italië
- Algemeen klassement :  Tao Geoghegan Hart
- Bergklassement :  Ruben Guerreiro
- Puntenklassement :  Arnaud Démare
- Jongerenklassement :  Tao Geoghegan Hart
- Ploegenklassement :  Team INEOS Grenadiers

Ronde van Spanje
- Algemeen klassement:  Primož Roglič
- Bergklassement:  Guillaume Martin
- Puntenklassement:  Primož Roglič
- Jongerenklassement:  Enric Mas
- Ploegenklassement:  Movistar Team

UCI World Tour
- Tour Down Under:  Richie Porte
- Cadel Evans Great Ocean Road Race:  Dries Devenyns
- Ronde van de Verenigde Arabische Emiraten:  Adam Yates
- Omloop Het Nieuwsblad:  Jasper Stuyven
- Parijs-Nice:  Maximilian Schachmann
- Strade Bianche:  Wout van Aert
- Milaan-Sanremo:  Wout van Aert
- Ronde van Polen:  Remco Evenepoel
- Ronde van Lombardije:  Jakob Fuglsang
- Critérium du Dauphiné:  Daniel Martínez
- Bretagne Classic:  Michael Matthews
- Tirreno-Adriatico:  Simon Yates
- Ronde van Frankrijk:  Tadej Pogačar
- Waalse Pijl:  Marc Hirschi
- / BinckBank Tour:  Mathieu van der Poel
- Luik-Bastenaken-Luik:  Primož Roglič
- Gent-Wevelgem:  Mads Pedersen
- Ronde van Vlaanderen:  Mathieu van der Poel
- Driedaagse Brugge-De Panne:  Yves Lampaert
- Ronde van Italië:  Tao Geoghegan Hart
- Ronde van Spanje:  Primož Roglič
- E3 Harelbeke
- Ronde van Catalonië
- Ronde van het Baskenland
- Parijs-Roubaix
- Amstel Gold Race
- Ronde van Romandië
- Ronde van Zwitserland
- Clásica San Sebastián
- EuroEyes Cyclassics
- Grote Prijs van Quebec
- Grote Prijs van Montreal
- Klassement individueel:  Primož Roglič
- Klassement teams:  Team Jumbo-Visma
- Landenklassement:  België

UCI Women's World Tour
- Cadel Evans Great Ocean Road Race:  Liane Lippert
- Strade Bianche:  Annemiek van Vleuten
- GP de Plouay-Bretagne:  Lizzie Deignan
- La Course by Le Tour de France:  Lizzie Deignan
- Giro d'Italia Int. Femminile:  Anna van der Breggen
- Waalse Pijl:  Anna van der Breggen
- Luik-Bastenaken-Luik:  Lizzie Deignan
- Gent–Wevelgem in Flanders Field:  Jolien D'Hoore
- Ronde van Vlaanderen:  Chantal Blaak
- Driedaagse Brugge-De Panne:  Lorena Wiebes
- La Madrid Challenge by La Vuelta:  Lisa Brennauer
- Bevrijdingsronde van Drenthe
- Trofeo Alfredo Binda
- Amgen Tour of California
- OVO Energy Women's Tour
- Postnord Vårgårda WestSweden (TTT)
- Postnord Vårgårda WestSweden
- Ladies Tour of Norway
- Boels Ladies Tour
- Amstel Gold Race
- Parijs-Roubaix
- Tour of Chongming Island
- Ronde van Guangxi
- Klassement individueel:  Elizabeth Deignan
- Klassement jongeren:  Liane Lippert
- Ploegenklassement:  Trek-Segafredo

Wereldkampioenschap wegwielrennen
- Tijdrit voor mannen:  Filippo Ganna
- Tijdrit voor vrouwen:  Anna van der Breggen
- Wegwedstrijd voor mannen:  Julian Alaphilippe
- Wegwedstrijd voor vrouwen:  Anna van der Breggen
- Ploegenestafette elite
- Tijdritten voor beloften en junioren
- Wegwedstrijden voor beloften en junioren

### Baanwielrennen
Wereldkampioenschap baanwielrennen
- Sprint voor mannen:  Harrie Lavreysen
- Sprint voor vrouwen:  Emma Hinze
- Teamsprint voor mannen:  Nederland
- Teamsprint voor vrouwen:  Duitsland
- Individuele achtervolging voor mannen:  Filippo Ganna
- Individuele achtervolging voor vrouwen:  Chloé Dygert
- Ploegenachtervolging voor mannen:  Denemarken
- Ploegenachtervolging: voor vrouwen  Verenigde Staten
- 1 kilometer tijdrit:  Sam Ligtlee
- 500 meter tijdrit:  Lea Sophie Friedrich
- Keirin voor mannen:  Harrie Lavreysen
- Keirin voor vrouwen:  Emma Hinze
- Puntenkoers voor mannen:  Corbin Strong
- Puntenkoers voor vrouwen:  Elinor Barker
- Scratch voor mannen:  Jawhen Karaljok
- Scratch voor vrouwen:  Kirsten Wild
- Omnium voor mannen:  Benjamin Thomas
- Omnium voor vrouwen:  Yumi Kajihara
- Koppelkoers voor mannen:  Lasse Norman Hansen & Michael Mørkøv
- Koppelkoers voor vrouwen:  Kirsten Wild & Amy Pieters

### Veldrijden
- Wereldbeker veldrijden 2019-2020 mannen:  Toon Aerts
- Wereldbeker veldrijden 2019-2020 vrouwen:  Annemarie Worst
- Superprestige veldrijden 2019-2020 mannen:  Laurens Sweeck
- Superprestige veldrijden 2019-2020 vrouwen:  Ceylin del Carmen Alvarado

WK
- Mannen:  Mathieu van der Poel
- Vrouwen:  Ceylin del Carmen Alvarado

## Zwemmen
Europese kampioenschappen zwemmen 2020
Wereldkampioenschappen kortebaanzwemmen 2020

## Sporter van het jaar
België
- Sportman van het jaar:
- Sportvrouw van het jaar:
- Sportploeg van het jaar:
- Paralympiër van het jaar:

Nederland
- Sportman van het jaar:
- Sportvrouw van het jaar:
- Sportploeg van het jaar:
- Gehandicapte sporter van het jaar:
- Sportcoach van het jaar:
- Fanny Blankers-Koen Carrièreprijs:

1965 · 1966 · 1967 · 1968 · 1969 · 1970 · 1971 · 1972 ·1973 · 1974 · 1975 · 1976 · 1977 · 1978 · 1979 · 1980 · 1981 · 1982 · 1983 · 1984 · 1985 · 1986 · 1987 · 1988 · 1989 · 1990 · 1991 · 1992 · 1993 · 1994 · 1995 · 1996 · 1997 · 1998 · 1999 · 2000 · 2001 · 2002 · 2003 · 2004 · 2005 · 2006 · 2007 · 2008 · 2009 · 2010 · 2011 · 2012 · 2013 · 2014 · 2015 · 2016 · 2017 · 2018 · 2019 · 2020 · 2021 · 2022 · 2023 · 2024 · 2025